# Rigidothrichidae
Famille
Les Rigidothrichidae sont une famille de Ciliés de la classe des Hypotrichea et de l’ordre des Urostylida.

## Étymologie
Le nom de la famille vient du genre type Rigidothrix, issu du latin rigidus, « raide, dur », et du grec ancien θριξ / thrix, « poil, cheveu », en référence à la rigidité de ce protiste.

## Description
L'espèce type Rigidothrix goiseri est très facile à voir in vivo en raison de sa taille moyenne de 230 × 70 μm et d'une queue distincte.
Parmi les caractéristiques de cette espèce, on note : un corps cellulaire rigide ; une zone frontale bien visible ; des membranes ondulées dont les motifs sont semblables à ceux du genre Oxytricha (famille des Oxytrichidae) ; une puissante zone adorale de membranelles, AZM, non réorganisée au cours de l'ontogenèse.
De plus cette espèce présente la particularité d'être un cilié rigide ayant des rangées de cils médio-ventrales, et donc « il brise le dogme de la flexibilité ».
Les données de séquence ADN montrent que R. goiseri présente des similarités avec les espèces suivantes :
- Oxytricha granulifera (famille des Oxytrichidae), à 95,88%,
- Uroleptus gallina (même famille que Rigidothrix) , à 94,93%,
- Urostyla grandis (famille des Urostylidae), à 92,7%.

Les principales particularités morphologiques de Rigidothrix montrent qu'il représente un nouveau genre qu'il convient de classer dans une nouvelle famille, les Rigidothrichidae, accompagné des genres Afrophrya Foissner & Stoeck, 2006, Territricha Berger & Foissner, 1988 et Uroleptus Ehrenberg, 1831.
La taille et la forme remarquables de Rigidothrix goiseri en font un fleuron biogéographique probablement confiné à l'Afrique.

## Habitat et répartition
L'espèce type Rigidothrix goiseri a été découverte dans le sol de la plaine inondable du Niger près de la ville de Tombouctou, République du Mali.

## Liste des genres
Selon GBIF (30 mars 2023) :
- Afrophrya Foissner W, Stoeck T. 2006[1]
- Rigidothrix Foissner W, Stoeck T. 2006[1]
  - Espèce type : Rigidothrix goiseri Foissner & Stoeck, 2006
- Uroleptus Ehrenberg, 1831

## Systématique
Le nom valide de ce taxon est Rigidothrichidae Foissner & Stoeck, 2006.